# Ilanit
Ilanit ( אילנית,pe numele ei adevărat Hanna Drezner-Tzakh, 17 septembrie 1947 la Tel Aviv, Palestina sub mandat britanic) este o cântăreață israeliană de muzică ușoară, care s-a bucurat de mare popularitate în rândurile conaționalilor ei în anii 1960 in cadrul duoului Ilan si Ilanit, și apoi în anii 1970 și care a reprezentat de două ori Israelul la Concursurile Eurovision.

## Biografie
Ilanit s-a născut la Tel Aviv ca Hanna Drezner,
La vârsta de 5 ani, în 1953 familia ei s-a mutat în Brazilia, de unde s-a întors în anul 1960. În Brazilia a fost atrasă în mod deosebit de cultură și ritmurile muzicale locale.
După întoarcerea în patrie talentul ei a fost descoperit la vârsta de 15 ani la una din competițiile destinate tinerelor talente. Studiile secundare le-a făcut la liceul de arte „Talma Yellin” din orașul Givataiym, localitate satelită a Tel Avivului.
Solistul vocal Shlomo Tzah, a convins-o să i se alăture la un trio vocal pe care l-a înființat, denumit „Ghidi, Tzah veHanna” (Ghidi, Tzah și Hanna), dar după scurt timp din trio nu a rămas decât un duo, care a devenit cunoscut sub numele Ilan și Ilanit, unde Ilan (nume ebraic de persoană însemnând "Copac tânăr") era Shlomo Tzah, iar Ilanit - Hanna Drezner. Cuplul vocal a obținut un mare succes în Israel și peste hotare, s-a clasat în fruntea topului șlagărelor israeliene, și a reprezentat Israelul la festivaluri internaționale. In viața lor privată, Ilan și Ilanit au devenit soț și soție.
In 1969, după ce a încetat să apară în duet cu Ilan, Ilanit a apărut prima dată ca solistă singură pe scena Festivalului cântecului ebraic (Festival Ha'zemer ha'ivrí) cu un cântec compus de Nahum Heyman pe text de Ehud Manor: „Shir be arbaa batim” („Cântec în patru strofe) care, însă, nu a câștigat competiția.
Primul ei premiu Ilanit l-a câștigat la o altă ediție a acestui Festival, în 1971, cu melodia „Rak Hayareah” („Doar Luna”) compusă de Dani Amihud pe versuri de Shimrit Or. La Festivalurile cântecului ebraic ea a interpretat cântece precum „Ahavata shel Theresa du Mont” („Dragostea Therezei Du Mont”), „Im ipol hakokhav sheli” („Dacă imi va cadea steaua”), „Shir shel Yom Holin” (Cântec de zi obișnuită - de Yair Rozenblum si Rahel Shapira). 
In 1973 a luat parte la concursul Eurovision la Luxemburg și a ocupat locul al patrulea cu șlagărul „Eysham” (Undeva) al compozitoarei Nurit Hirsh, care a și dirijat orchestra cu acest prilej. Ea a fost cea dintâi reprezentantă a Israelului la concursurile Eurovision.
A doua participare a lui Ilanit la Eurovision s-a petrecut la Londra unde ea a interpretat cântecul „Ahava hi shir lishnaiym” (Dragostea e un cântec în doi). De această dată cântecul s-a clasat pe locul al 12-lea.
Ilanit urma să participe la concursul Eurovision și în anul 1984, cu hitul „Balalaica”, dar până la urmă, Israelul și-a suspendat participarea deoarece ziua concursului a coincis cu Ziua Amintirii - (a amintirii Eroilor), zi de doliu care precede Ziua sa națională, după calendarul ebraic - 5 Yiar. Cântecul s-a bucurat însă de un mare succes în rândurile publicului israelian.
Ilanit a fost în țara ei Cântăreața Anului în toți anii dintre 1971-1977, performanță a cărei durată nu a mai fost atinsă de nici un alt solist vocal israelian. 
În anul 1974 ea a reprezentat Israelul la Festivalul Mondial al Cântecelor Pop de la Tokyo cu cântecul „Shiru Shir lashemesh ”(Cântați o cântare Soarelui sau, în engleză „Sing a Song To The Sun)”.
La finala desfășurată la 17.11.1974 ea a ocupat locul al noulea.
Ilanit a continuat o carieră de mari succese în Israel, o parte din cântecele ei fiind scrise de poetul și textierul Ehud Manor. În 2005 a efectuat împreună cu alți câțiva soliști israelieni un turneu în America de Nord.

### Viața privată
Ilanit a fost căsătorită între 1966-1973 cu cântărețul si impresarul Shlomo Tzakh („Ilan”), care a rămas managerul ei artistic.
Ea s-a căsătorit cu Nahum Gat, cu care a are un fiu, Amihay.Ulterior a divorțat și s-a măritat a treia oară, cu omul de afaceri Eli Tamir, de care s-a despărțit in noiembrie 2018 și pe a cărui fiică (vitregă) a crescut-o. Locuiește la Kfar Shmaryahu.

## Selecție de cântece în interpretarea ei (inclusiv ale duoului Ilan și Ilanit)
- פעם לאהוב - Páam leehov  (Să iubești odată)
- כבר אחרי חצות Kvar aharey hatzot (A trecut deja miezul nopții)
- אם ייפול הכוכב שלי - Im ipol hakokhav sheli (De îmi va cădea steaua)
- שיר של יום חולין - Shir shel yom holin (Cântec de zi obișnuită)
- תבורכי ארצי - Tevorkhí artzí  (Fii binecuvântată, țara mea)
- בפרוט נבל ועוגב  (Bifrot nèvel veugav)
- ארץ ארץ -  Èretz, Èretz  (Țară, țară)
- אי שם  -  Eysham (Undeva)
- אהבתה של תרזה דימון   - Ahavatá shel Thereza Du Mont (Dragostea Therezei Du Mont)
- לכל אדם כוכב - Lekhol adam kokhav (Fiecare om își are steaua lui)
- בשנה הבאה - Bashaná habaá (La anul)
- רק הירח - Rak hayaréakh (Doar luna)
- אהבה היא שיר לשניים - Ahavá hi shir lishnáyim (Dragostea e un cântec în doi)
- בללייקה - Balalaika -(Balalaica)
- לאורך השדרה שאין בה איש - Leòrekh hasderá sheeyn ba ish (Pe bulevardul unde nu e nimeni)
- אל הדרך - El hadèrekh  (La drum)
- ללכת שבי אחרייך - Lalekhet shevi aharaikh (Să te urmez fermecat)
- ושוב איתכם - Shuv itkhem (Iarăși împreună)
- רק בינתיים - Rak beyntáyim (Doar pentru moment)
- חלק בעולם - Hélek baolam  (O parte din lume)
- נחמה (Nehama)
- הנה ימים באים - Hiné yamim bayim (Iată vin zile)
- פרפר נחמד - Parpar nehmad (Fluture drăgălaș)
- הבית של פיסטוק - Habayit shel fistuk (Casa de fistic)
- הלב - Halev (Inima)
- ארץ נהדרת - Eretz nehedèret (O țară minunată)
- אולי עוד פעם - Ulay od páam (Poate încă odată)
- ישראל שלי חוגגת - Israel sheli hoghèghet (Israelul meu petrece)
- הילדים של סיוון - Hayeladim shel Sivan (Copiii lui Sivan)